# Championnat de Grèce de football 2005-2006
Navigation
Saison précédente Saison suivante
La saison 2005-2006 du Championnat de Grèce de football était la 58e édition de la première division grecque. 
Lors de cette saison, l'Olympiakos, tenant, a tenté de conserver son titre de champion de Grèce face aux quinze meilleurs clubs grecs lors d'une série de matchs se déroulant sur toute l'année. Les seize clubs participants au championnat ont été confrontés à deux reprises aux quinze autres. 
À l'issue de la saison, l'Olympiakos remporte son 9e titre, en seulement 10 ans. C'est le 34e titre de champion de Grèce de son histoire. L'AEK Athènes termine 2e à 3 points, à égalité avec le Panathinaikos.

## Qualifications en Coupe d'Europe
À l'issue de la saison, le club champion se qualifie pour la Ligue des champions 2006-2007, alors que le 2e est qualifié pour le tour préliminaire. Le vainqueur de la Coupe de Grèce est désormais qualifié pour la Coupe UEFA 2006-2007, tout comme le club classé 4e à l'issue de la saison. Mais, si le vainqueur de la Coupe finit à l'une des 4 premières places, dans ce cas, c'est le club classé 5e qui se qualifie pour cette compétition. Cette saison, un club se qualifie pour la Coupe Intertoto 2006.

## Les 16 clubs participants
| Club                | Classement 2004-2005 | Stade                          | Capacité | Ville         |
| ------------------- | -------------------- | ------------------------------ | -------- | ------------- |
| AEK Athènes         | 3                    | Stade Olympique                | 71 030   | Athènes       |
| AO Aigáleo          | 6                    | Stade Stavros Mavrothalassitis | 12 000   | Aigáleo       |
| Akratitos Liosion   | Beta Ethniki         | Stade Yannis Pathiakakis       | 5 000    | Áno Liósia    |
| Apollon Kalamarias  | 12                   | Stade Apollon                  | 7 000    | Kalamaria     |
| Atromitos FC        | 8                    | Stade de Peristeri             | 10 200   | Peristeri     |
| Ionikos Le Pirée    | 10                   | Stade Dimotico-Neapoli         | 6 300    | Le Pirée      |
| Iraklis Salonique   | 7                    | Stade Kaftantzoglio            | 28 000   | Thessalonique |
| GS Kallithea        | 9                    | Stade Gregoris Lambrakis       | 4 200    | Kallithéa     |
| AEL Larissa         | Beta Ethniki         | Stade Alkazar                  | 13 108   | Larissa       |
| APO Levadiakos      | Beta Ethniki         | Stade de Livadia               | 10 200   | Livadiá       |
| OFI Crete           | 13                   | Stade Pankritio                | 26 240   | Heraklion     |
| Olympiakos Le Pirée | 1                    | Stade Karaiskaki               | 33 334   | Le Pirée      |
| Panathinaikos       | 2                    | Stade Olympique                | 71 030   | Athènes       |
| Panionios           | 11                   | Stade Nea Smyrnis              | 11 700   | Athènes       |
| PAOK Salonique      | 5                    | Stade de Toúmba                | 28 701   | Thessalonique |
| AO Xanthi           | 4                    | Stade de Xanthi                | 7 422    | Xanthi        |

## Compétition

### Classement
Le barème de points servant à établir le classement se décompose ainsi :
- Victoire : 2 points
- Match nul : 1 point
- Défaite, forfait ou abandon du match : 0 point

| Rang | Équipe                | Pts | J  | G  | N  | P  | Bp | Bc | Diff |
| ---- | --------------------- | --- | -- | -- | -- | -- | -- | -- | ---- |
| 1    | Olympiakos (T) (C)    | 70  | 30 | 23 | 1  | 6  | 63 | 23 | +40  |
| 2    | AEK Athènes           | 67  | 30 | 21 | 4  | 5  | 42 | 20 | +22  |
| 3    | Panathinaïkos         | 67  | 30 | 21 | 4  | 5  | 55 | 23 | +32  |
| 4    | Iraklis Salonique     | 51  | 30 | 15 | 6  | 9  | 39 | 31 | +8   |
| 5    | AO Xanthi             | 47  | 30 | 13 | 8  | 9  | 31 | 25 | +6   |
| 6    | PAOK Salonique        | 46  | 30 | 13 | 7  | 10 | 44 | 31 | +13  |
| 7    | Atromitos FC          | 42  | 30 | 12 | 6  | 12 | 36 | 37 | -1   |
| 8    | AEL Larissa (P)       | 39  | 30 | 10 | 9  | 11 | 31 | 37 | -6   |
| 9    | Apollon Kalamarias    | 38  | 30 | 10 | 8  | 12 | 32 | 36 | -4   |
| 10   | AO Aigáleo            | 33  | 30 | 8  | 9  | 13 | 23 | 41 | -18  |
| 11   | Panionios             | 32  | 30 | 9  | 5  | 16 | 33 | 45 | -12  |
| 12   | Ionikos Le Pirée      | 32  | 30 | 6  | 14 | 10 | 36 | 41 | -5   |
| 13   | OFI Crète             | 31  | 30 | 7  | 10 | 13 | 23 | 37 | -14  |
| 14   | APO Levadiakos (P)    | 31  | 30 | 8  | 7  | 15 | 24 | 36 | -12  |
| 15   | GS Kallithea          | 20  | 30 | 4  | 8  | 18 | 28 | 49 | -21  |
| 16   | Akratitos Liosion (P) | 18  | 30 | 4  | 6  | 20 | 19 | 47 | -28  |

| Légende : Qualifications et relégations | Légende : Qualifications et relégations                                                                        |
| --------------------------------------- | --- |
|                                         | Ligue des champions 2006-2007 (phase de groupes)                                                               |
|                                         | Ligue des champions 2006-2007 (3e tour préliminaire)                                                           |
|                                         | Coupe UEFA 2006-2007                                                                                           |
|                                         | Coupe Intertoto 2006                                                                                           |
|                                         | Relégué en Beta Ethniki                                                                                        |
|                                         | Relégué en Delta Ethniki (4e division)                                                                         |
|                                         | (T) : Tenant du titre 2004-2005 (C) : Vainqueurs de la Coupe de Grèce de football (P) : Promus de Beta Ethniki |

## Bilan de la saison
| Tableau d'Honneur                |              |
| Compétition                      | Vainqueur    |
| Championnat de Grèce de football | Olympiakos   |
| Coupe de Grèce de football       | Olympiakos   |
| Supercoupe de Grèce de football  | non disputée |

| Qualifications européennes 2006-2007  |                                                        |
| Ligue des champions 2006-2007         | Qualifiés                                              |
| Phase de groupes 3e tour préliminaire | Olympiakos AEK Athènes                                 |
| Coupe UEFA 2006-2007                  | Qualifiés                                              |
| 1er tour                              | Panathinaikos Iraklis Salonique AO Xanthi Atromitos FC |
| Coupe Intertoto 2006                  | Qualifié                                               |
| 3e tour préliminaire                  | AEL Larissa                                            |

| Promotions et relégations |                                                   |
| Relégués en Beta Ethniki  | APO Levadiakos GS Kallithea                       |
| Relégué en Delta Ethniki  | Akratitos Liosion                                 |
| Promus de Beta Ethniki    | PAE Ergotelis Heraklion Aris Salonique AO Kerkyra |

## Statistiques

### Meilleurs buteurs
| # | Buteurs               | Clubs               | Nb de Buts |
| - | --------------------- | ------------------- | ---------- |
| 1 | Dimitrios Salpingidis | PAOK Salonique      | 17         |
| 2 | Theofanis Gekas       | Panathinaikos       | 15         |
| 2 | Luciano de Souza      | AO Xanthi/Panionios | 15         |
| 2 | Predrag Djordjevic    | Olympiakos          | 15         |